# Petersbrunnen (Leipzig)

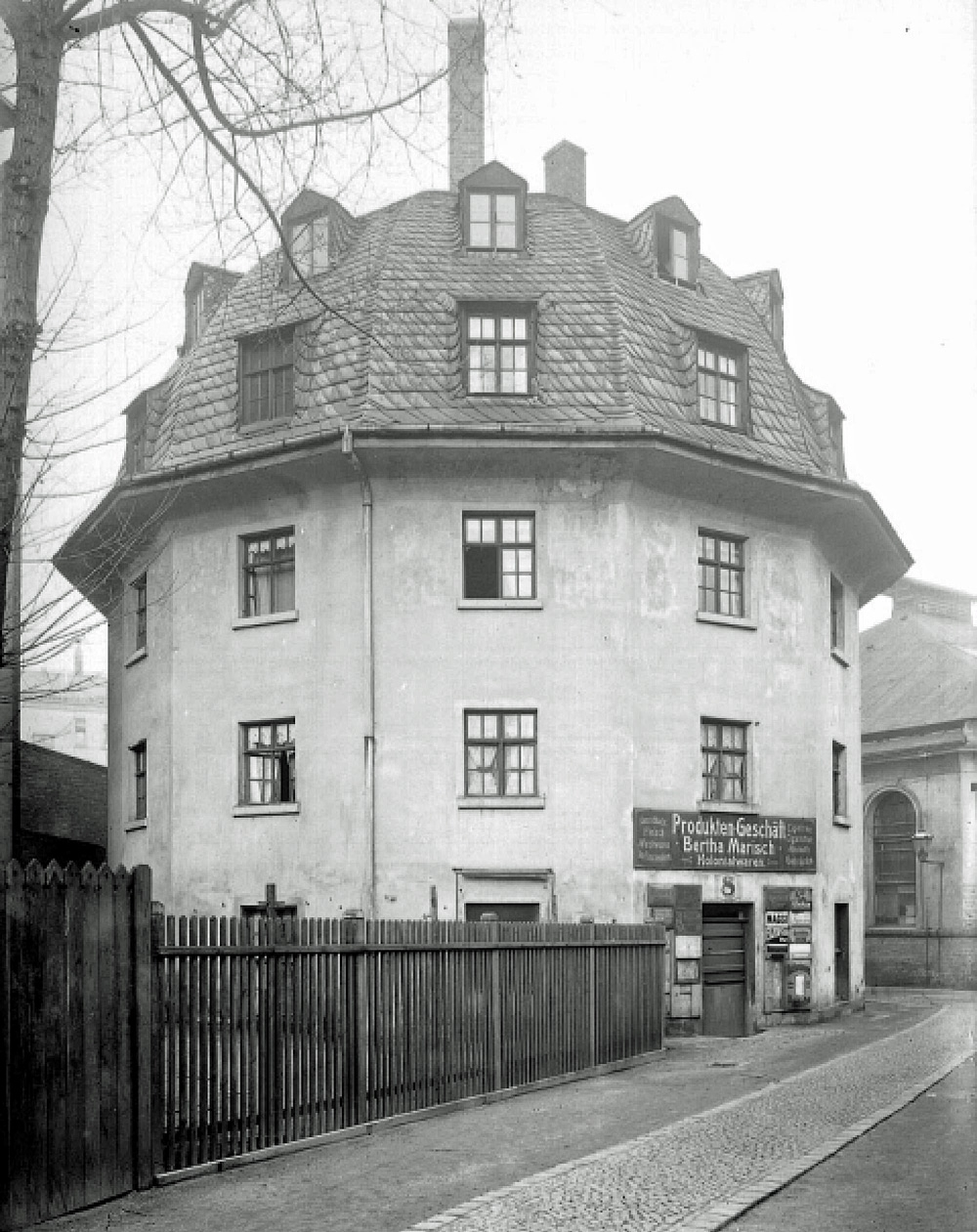
Der Petersbrunnen um 1910. Ab 1922 befand sich anstelle des im Hintergrund auf der anderen Straßenseite befindlichen Gebäudes die Ez-Chaim-Synagoge.

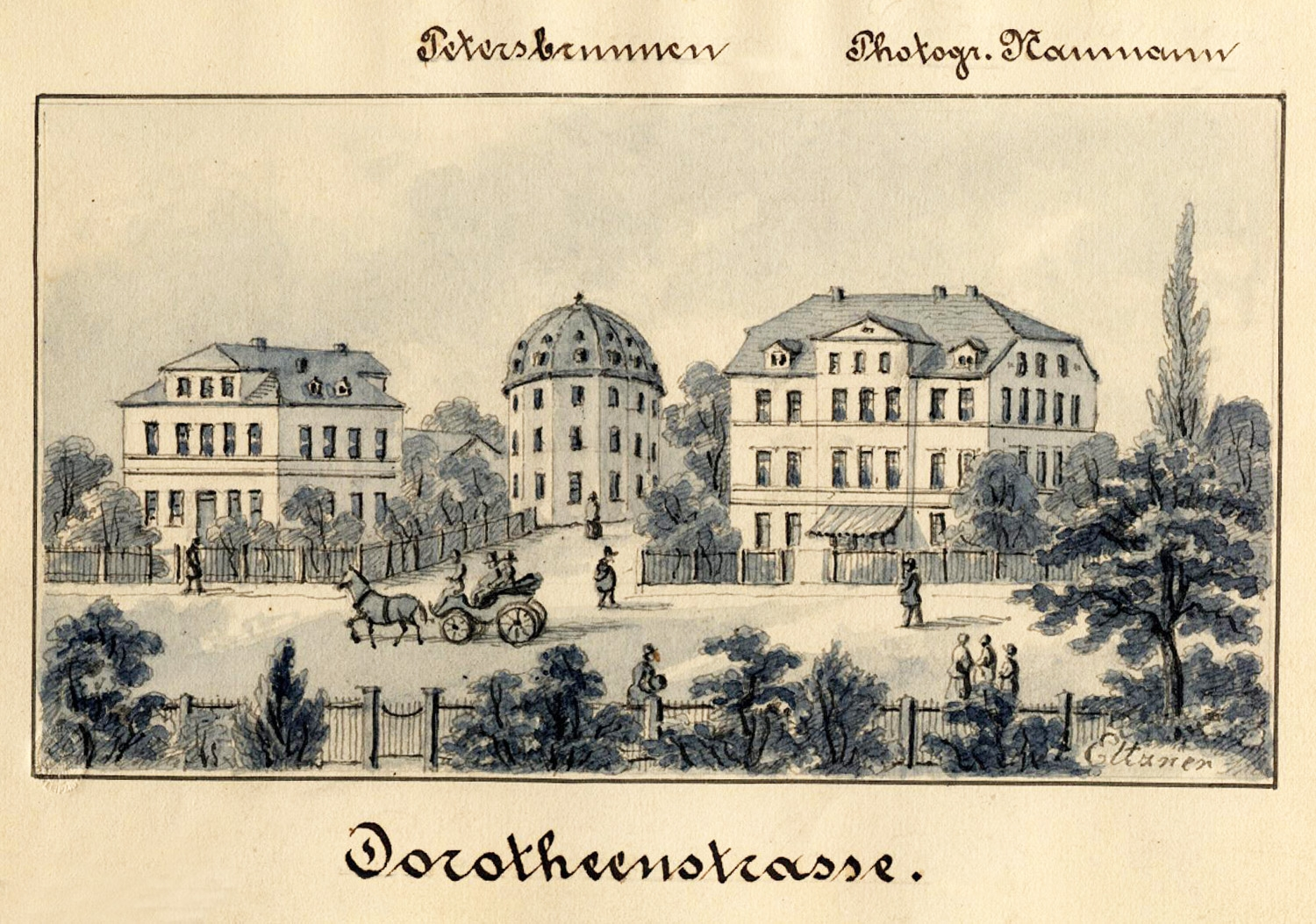
Die Dorotheenstraße mit dem Petersbrunnen um 1860

Der Petersbrunnen war ein Badehaus in der Leipziger Westvorstadt. Im Petersbrunnen wurden ab Anfang des 19. Jahrhunderts über 100 Jahre Wannen- und Dampfbäder angeboten.

## Geschichte
Nachdem Erdmann Traugott Reichel (1748–1832) im Jahre 1787 den bereits verkleinerten Apelschen Garten erworben hatte, begann er Anfang des 19. Jahrhunderts diesen – nun Reichels Garten – auch wirtschaftlich zu nutzen. So ließ er unter anderem ein Badehaus errichten. Das Gebäude war dreigeschossig mit einem achteckigen Grundriss und besaß ein kuppelförmiges schiefergedecktes Dach mit zwei Reihen von Gauben. In dem Stadtmodell von Leipzig von 1822 im Festsaal des Alten Rathauses ist das Gebäude bereits enthalten und wurde in einem Adressbuch von 1853 erstmals schriftlich als „Petersbrunnen“ erwähnt. Der Bau wurde wegen seiner Form auch „Vogelkäfig“ genannt.
Nach der weiteren Erschließung der Westvorstadt befand sich der Petersbrunnen nun etwas zurückgesetzt an einem Abzweig der 1845 entstandenen Dorotheenstraße, die seit 1912 Otto-Schill-Straße heißt. Der Abzweig heißt seit 1923 Apels Garten.
Das Erdgeschoss des Badehauses wurde auch für andere Zwecke genutzt. Um 1910 war ein Ladengeschäft anzutreffen und spätestens ab 1925 die Leipziger Fahrzeugmanufaktur Dobernecker und Groh. Diese findet sich auch noch auf einem Bild von 1937. Auch das Bad war noch im ersten Drittel des 20. Jahrhunderts in Betrieb.